# Péon premier
Le péon premier ou péon majeur (grec ancien παιών Αʹ, forme ionique-attique de παιάν, « péan », et chiffre 1 ; il est dit « premier » parce que la première syllabe y est lourde ; latin primus paeon) est un pied tétrasyllabique de la métrique antique et notamment de la métrique grecque et latine. Il se compose, comme les trois autres péons, d’une syllabe longue et de trois syllabes brèves, la syllabe longue étant, dans le cas présent du péon premier, suivie de trois syllabes brèves. Il contient cinq mores et son schéma métrique pur est | — ∪ ∪ ∪ | (♩♪♪♪), mais il peut être résolu en | ∪ ∪ ∪ ∪ ∪ | ou devenir un crétique : | — ∪ — |. Il est du genre sesquialtère.
Mots latins qui sont des péons premiers : cōllĭgĕrĕ, cité dans L'Encyclopédie (1751) ; āccĕlĕrăt, flēxĭbĭlĕ.
 
Mot grec : πρωτότοκος.

Le péon premier peut se décomposer en | — | ∪ | ∪ ∪ |.
Selon Quintilien, le péon premier convient particulièrement au début d'une période, quand le péon quatrième convient mieux à sa fin.

## Étymologie
Le nom du pied est lié aux chants Péan, compositions religieuses en l'honneur d'Apollon et d'Artémis mais aussi reliées au dieu grec Péan (ou Péon).

## Utilisation au théâtre
Ce pied est adapté à une danse sautillante, et en tant que tel il est adapté aux parties lyriques du théâtre antique.
Il est assez rare, même si Aristophane a une prédilection particulière pour les tétramètres péoniens, qu’il enchaîne les uns aux autres (κατὰ στίχον). Ce mètre est représenté dans ses comédies les plus anciennes : dans les Acharniens, dans les Cavaliers, dans les Guêpes, puis il disparaît presque complètement.
Ex. | — ∪ ∪ ∪ | — ∪ ∪ ∪ | — ∪ ∪ ∪ | — ∪ ∪ |

ὦ μακάρι᾽ Αὐτόμενες ὥς σε μακαρίζομεν

(Aristophane, Les Guêpes, v. 1275)

Les péons premiers ont également été utilisés dans le drame satyrique, comme le montrent les Limiers de Sophocle. 
Dans la tragédie, seul Eschyle a composé un chant entier en péons, et cela dans sa plus ancienne tragédie, Les Suppliants, qui est à d'autres égards plus proche que toute autre de la comédie.